# Kaliwerk Hansa
Das Kaliwerk Hansa, oft auch Kaliwerk Empelde genannt, ist ein ehemaliges Kalisalzbergwerk im Ronnenberger Stadtteil Empelde in der Region Hannover. Im Jahr 1950 waren in dem Werk und seinen drei Schächten insgesamt über 1100 Mitarbeiter beschäftigt.

## Geographie
Das Werk lag zwischen dem Benther Berg und dem Ort Empelde im Bereich des Benther Salzstockes. Dieser erstreckt sich mit etwa 8 km Länge vom Ronnenberger Stadtteil Weetzen zwischen Ronnenberg, Benthe, Empelde bis zu den hannoverschen Stadtteilen Badenstedt und Davenstedt.

### Geologie
Die Salze des Benther Salzstockes wurden in der Zechsteinzeit, vor 250 bis 230 Millionen Jahren, aus dem Meerwasser abgelagert. Die ehemals flach gelagerten Schichten wurden tektonisch vor etwa 160 Millionen Jahren bis über das heutige Bodenniveau aufgewölbt. Die Kali- und Steinsalze in den oberen Bereichen wurden durch Umwelteinflüsse gelöst, so dass der heutige Salzspiegel etwa 100 bis 150 m unter der Erdoberfläche liegt.

## Geschichte

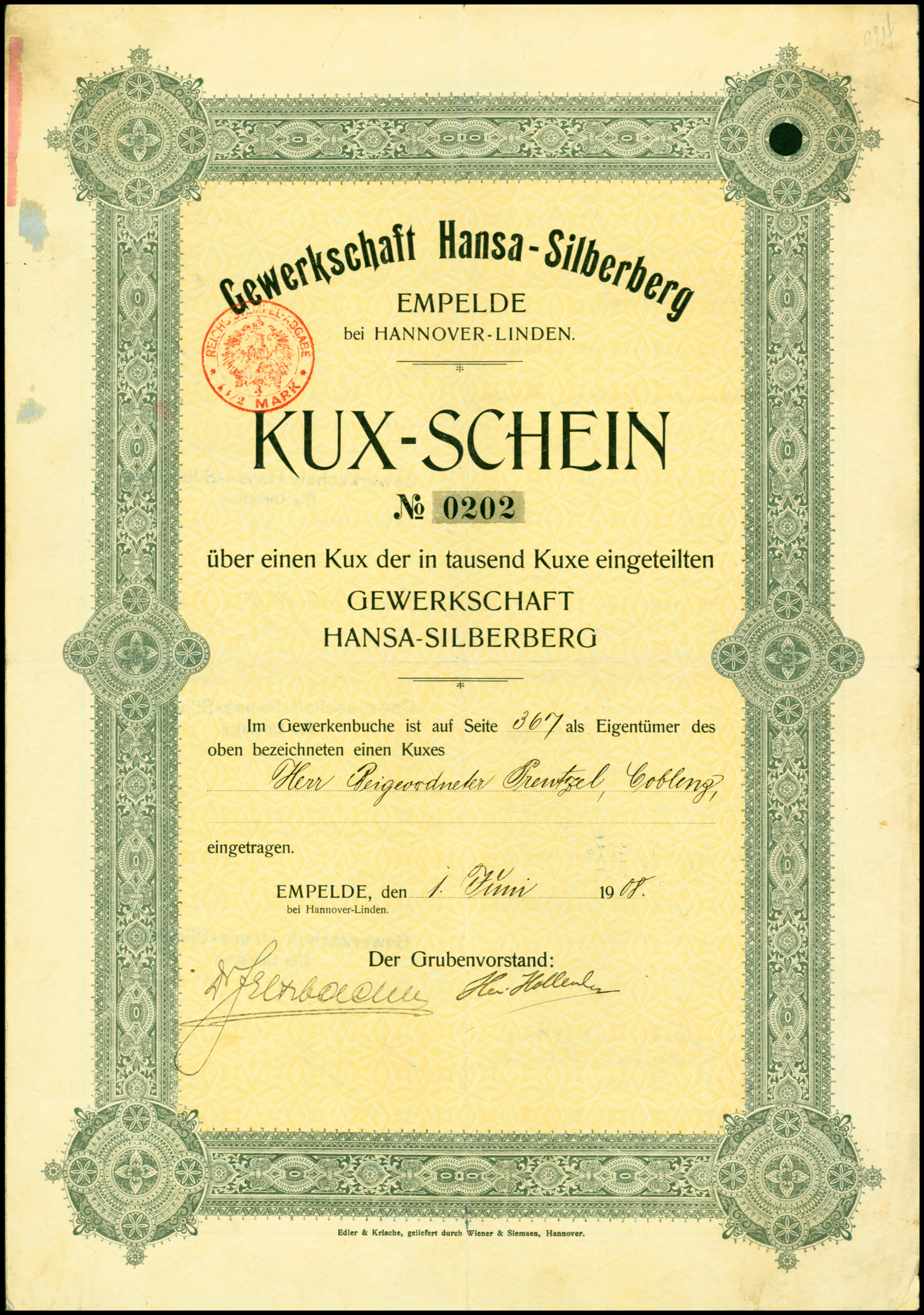
Kux-Schein der Gewerkschaft Hansa-Silberberg vom 1. Juni 1908

Salz wurde schon vor 1100 Jahren aus später versiegten Quellen im Gebiet von Empelde gewonnen. Dies fand jedoch wenig Beachtung, bis in den 1830er Jahren der Bau der Saline Egestorffshall im Dorf Badenstedt begann. Dabei stellte sich heraus, dass sich die Salzausbeute durch Verarbeitung von Sole aus Bohrungen gegenüber der Verarbeitung von Oberflächenwässern steigerte.
Seit 1894 erfolgten im Bereich des Benther Salzstocks Tiefbohrungen, die auf lohnend erscheinende Salzvorkommen stießen.
Am 7. November 1896 begann die Gewerkschaft Hansa-Silberberg mit dem Abteufen des Schachts Hansa I beim Dorf Empelde. Bis zum Jahr 1907 wurde eine Tiefe von 614 m erreicht und im April 1908 die Förderung aufgenommen.
Im ersten Produktionsjahr förderten 155 Mitarbeiter 11.500 t Kalisalz. Hansa Empelde war gemessen an der Fördermenge größer als das Ronnenberger Kaliwerk. Im Laufe seiner Geschichte entwickelte es sich zum Spitzenwerk im niedersächsischen Kalisalzbergbau. Das Salz wurde vor allem in der nördlichen Hälfte des Benther Salzstocks abgebaut – bis unter die Ortslage Hannover-Badenstedt.
Von 1911 bis 1921 wurde, unterbrochen durch den Ersten Weltkrieg, der Schacht Hansa II bis auf 601 m abgeteuft. Die Produktion steigerte sich. Im Jahr 1930 z. B. förderten 601 Mitarbeitern 234.600 t.
Das Werk war inzwischen Teil der Salzdetfurth AG und übernahm vom konkurrierenden Kaliwerk Ronnenberg die Kalisalzabbaurechte im nördlichen Teil der Gemarkung Benthe.
Daraufhin wurde ab 1936 der Schacht Hansa III abgeteuft, wodurch sich Mitarbeiterzahl und Fördermenge weiter steigerten. Jahresrekord waren 736.100 t im Jahr 1940.
Nach dem Zweiten Weltkrieg erreichte die Produktion nicht mehr die früheren Mengen. Ab 1948 wurden jedoch die Schächte II und III weiter abgeteuft, wobei die Mitarbeiterzahl im Jahr 1950 bis auf 1105 anstieg und im Jahr 1959 der Schacht Hansa III mit einer Teufe von 1051 m der tiefste Kalischacht Deutschlands war.
In den 1960er Jahren ging die Förderung allmählich zurück. Das Werk, das inzwischen der Kali und Salz AG gehörte, wurde am 15. September 1973 aus wirtschaftlichen Gründen stillgelegt.

## Nachfolgenutzung
Im Jahr 1978 wurde das Betriebsgelände an die Stadt Ronnenberg verkauft. Die Schächte wurden bis zum Jahr 1983 mit Kies und Schotter verfüllt und das Grubengebäude mit Sole geflutet, die beim Aussohlen der Erdgasspeicherkavernen anfiel, die im Salzstock seitdem angelegt wurden.
Das Verwaltungsgebäude an der Hansastraße dient inzwischen als Rathaus der Stadt Ronnenberg.
Die zu 90 % aus Steinsalz bestehende, etwa 4 Millionen m3 große Abraumhalde wurde mit weiteren etwa 4 Millionen m3 Bauschutt und Erdaushub umhüllt, wobei die Höhe auf etwa 75 m gesteigert wurde. Ein Großteil der Halde wurde bereits durch Grasaussaat und mit Gehölzanpflanzung begrünt. Ziel war unter anderem die Verminderung der Salzabspülung aus der Halde, wobei die Kosten der Umhüllung durch die Deponieerlöse getragen werden. Auf und an der Halde finden gelegentlich Kulturveranstaltungen statt.
Das Freibad Empelde ist ein Überbleibsel des Kaliwerks, auch wenn dieses nicht mehr wie früher Warmwasser zur Verfügung stellt.
Über die Geschichte des Salzabbaus – insbesondere in Empelde – informiert das 1996 eröffnete Niedersächsische Museum für Kali- und Salzbergbau.

## Werkbahn
Das Werk verfügte über eine eigene Werkbahn zum Bahnhof Ronnenberg. Eine von 1920 bis 1948 betriebene T 3 befindet sich im Depot des Museums Buurtspoorweg in Boekelo. Eine ab 1949 wenige Jahre genutzte Dampfspeicherlokomotive steht als Denkmal am Bahnhof Euskirchen, zwei Diesellokomotiven der Typen MaK 240 B und 240 C finden sich im Bestand des Werkbahnmuseums Hannover am Standort Aschersleben.
Neben dem Kalitransport verkehrte bis zum Herbst 1967 als Werkszug zu Schichtwechsel eine Lok mit Personenwagen zwischen dem Kaliwerk und dem Bahnhof Wennigsen (Deister).

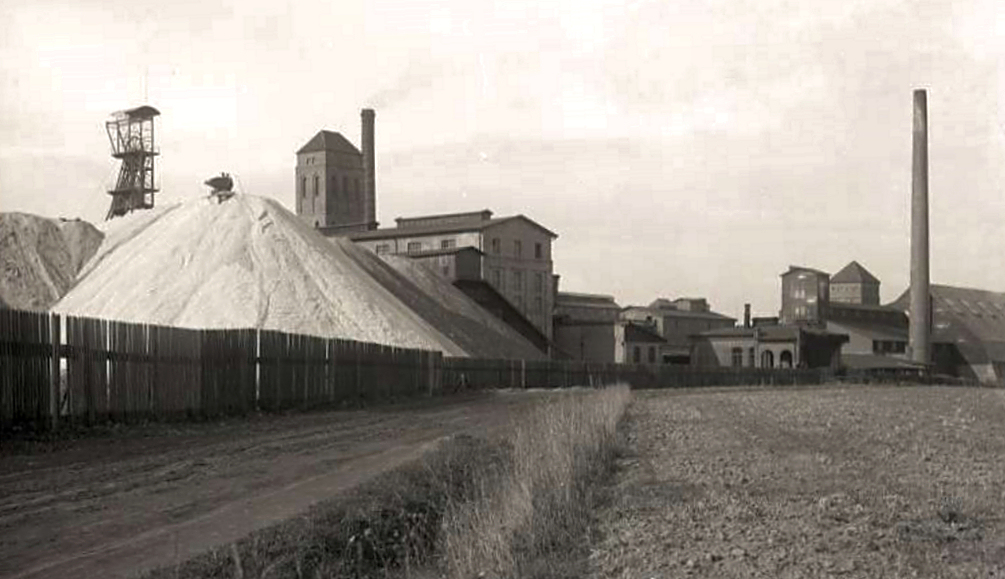
Das frühere Kaliwerk, Foto: August Kageler
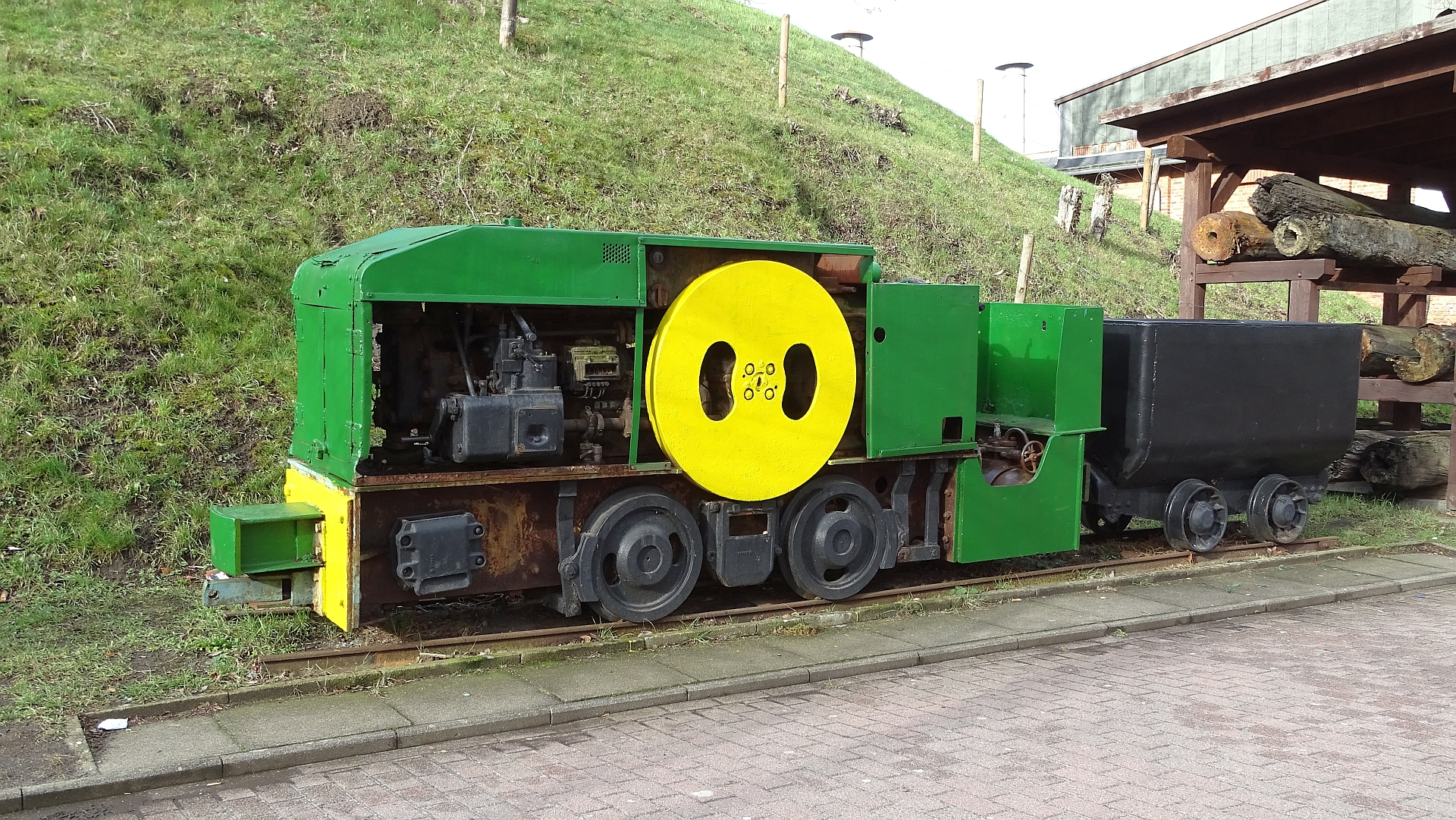
Eine im Kaliwerk Hansa ab 1940 unter Tage eingesetzte Grubenlok steht beim Deutschen Salzmuseum in Lüneburg
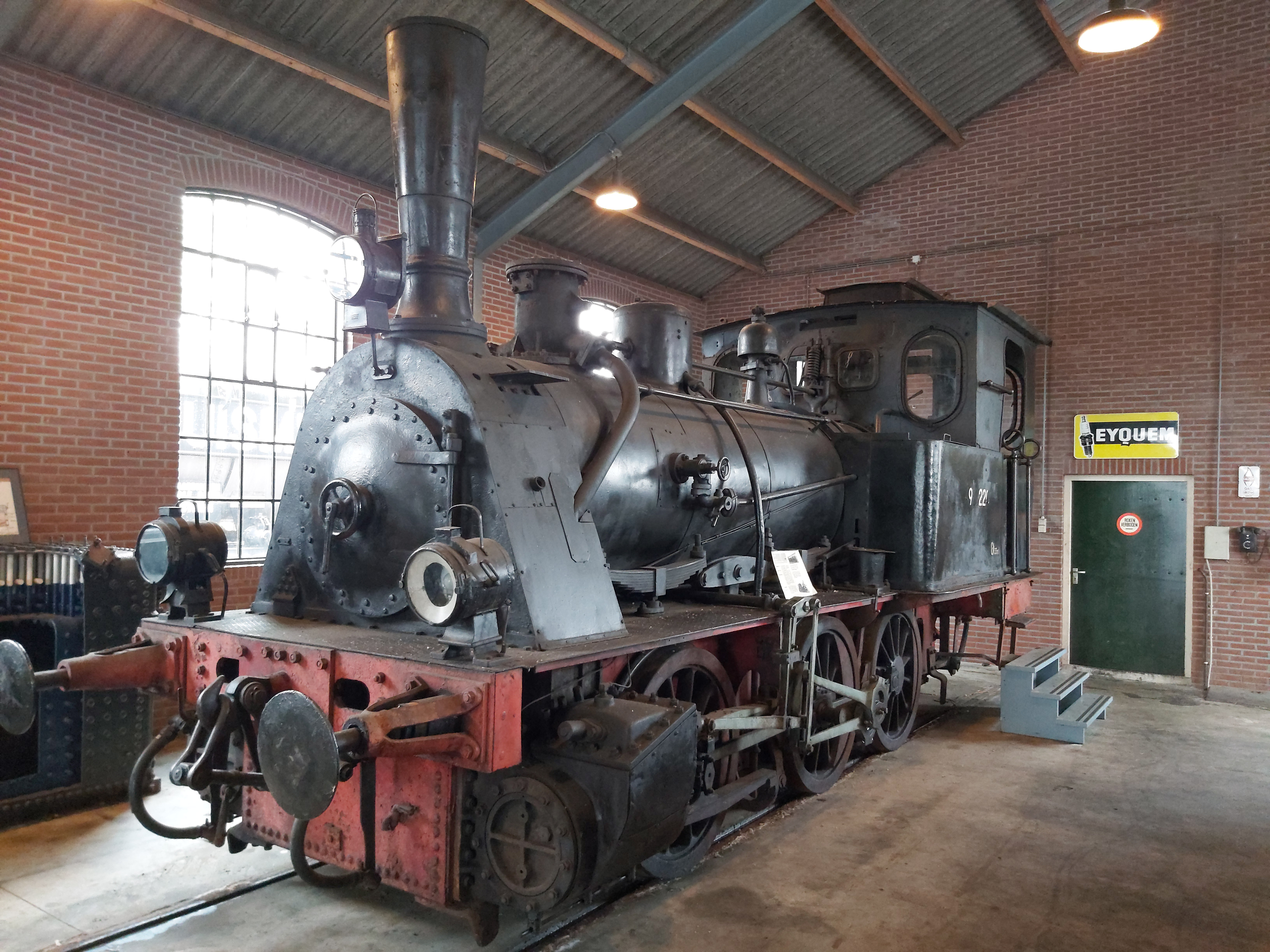
Die Werkslok T3 im Museum Buurtspoorweg
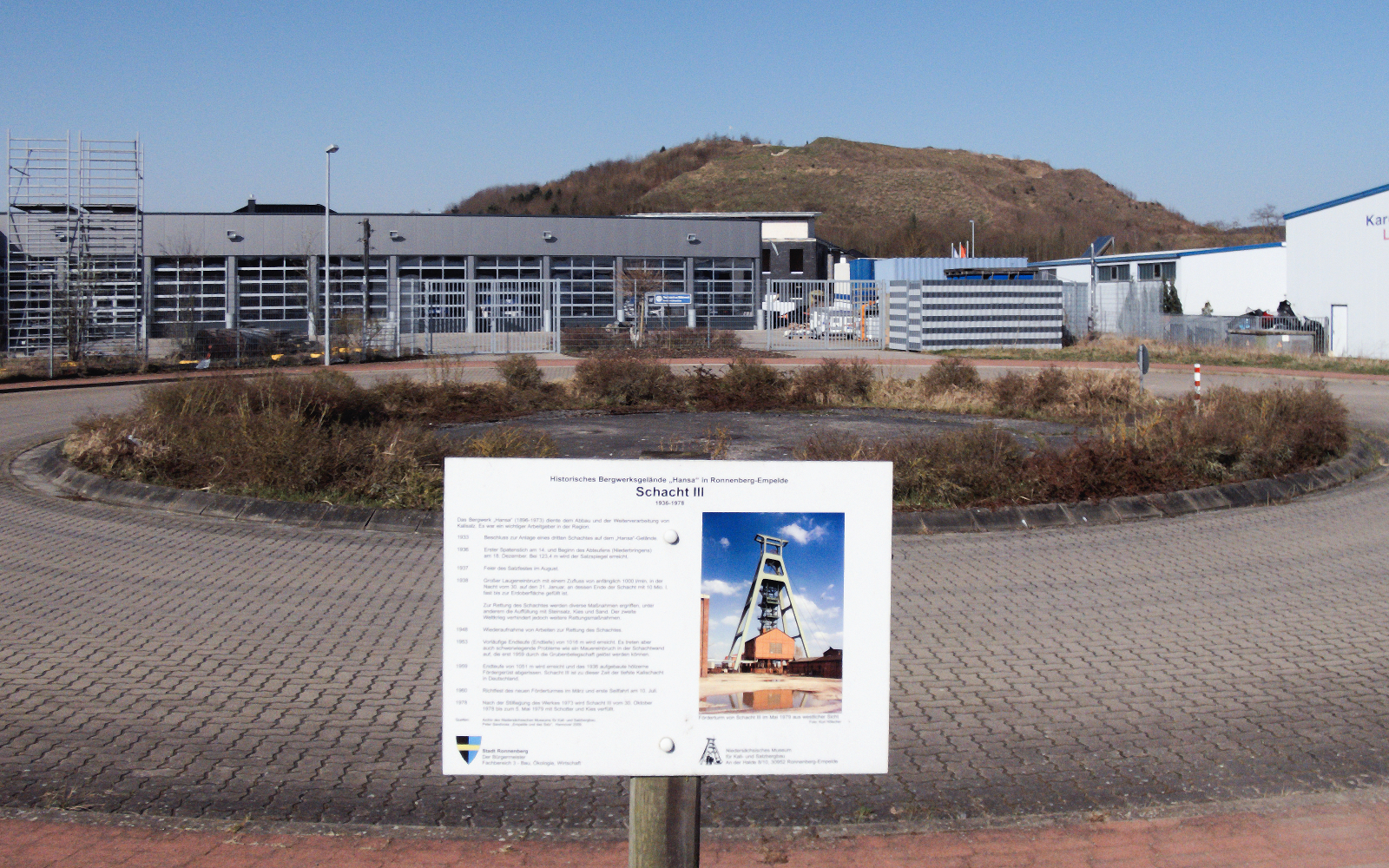
Betonierter Schachtdeckel von Schacht III im Gewerbegebiet vor der renaturierten Abraumhalde des Kaliwerks Hansa

## Belege
1. 1 2 3 4 5 6 7  
Werk Hansa in Empelde. Niedersächsisches Museum für Kali- und Salzbergbau, abgerufen am 5. Dezember 2015.
2. 1 2 3 4 5  Konrad Boden: Kalibergbau im Benther Salzstock. In: Peter Hertel u. a. (Hrsg.): Ronnenberg. Sieben Traditionen – Eine Stadt. Ronnenberg 2010, ISBN 978-3-00-030253-4, S. 122–134.
3. ↑  
Konrad Boden: Kalisalzbergbau in Ronnenberg : Wie entstand das Salz ? Heimatmuseum der Stadt Ronnenberg, abgerufen am 5. Dezember 2015.
4. ↑  
Kleine Salzgeschichte. Niedersächsisches Museum für Kali- und Salzbergbau, abgerufen am 5. Dezember 2015.
5. ↑  
Empelde und das Salz. Niedersächsisches Museum für Kali- und Salzbergbau, abgerufen am 5. Dezember 2015.
6. 1 2  
Konrad Boden: Kalisalzbergbau in Ronnenberg : Geschichtlicher Abriss. Heimatmuseum der Stadt Ronnenberg, abgerufen am 5. Dezember 2015.
7. ↑  
Konrad Boden: Kalisalzbergbau in Ronnenberg : Vom Schacht Hermann zur Saline Benthe. Heimatmuseum der Stadt Ronnenberg, abgerufen am 5. Dezember 2015.
8. ↑  
Kavernen. Niedersächsisches Museum für Kali- und Salzbergbau, abgerufen am 5. Dezember 2015.
9. ↑  Julia Ockenga: BERGBAU IN RONNENBERG. auf: geschichtsatlas.de. Archiviert vom Original (nicht mehr online verfügbar) am 19. August 2011; abgerufen am 5. Dezember 2015.
10. ↑  Uwe Repinski: Über Kavernen und ein Erholungsgebiet. Verwandelter Kilimandscharo. In: Peter Hertel u.a. (Hrsg.): Ronnenberg. Sieben Traditionen - Eine Stadt. Ronnenberg 2010, ISBN 978-3-00-030253-4, S. 236–239.
11. ↑  
Edzard Schönrock: Aus Salzberg wird Naturberg. (PDF; 999 kB) Auszug aus: Heimatland. Zeitschrift für Heimatkunde, Naturschutz, Kulturpflege. Hannover 2009, S. 57–59. Heimatbund Niedersachsen e.V, archiviert vom Original (nicht mehr online verfügbar) am 29. Dezember 2009; abgerufen am 5. Dezember 2015.
12. ↑  
Freibad Empelde. Stadt Ronnenberg / Region Hannover, abgerufen am 5. Dezember 2015.
13. ↑  
Das Niedersächsische Kali- und Salzbergbaumuseum in Empelde. Niedersächsisches Museum für Kali- und Salzbergbau, abgerufen am 5. Dezember 2015.
14. ↑  Lokomotive 3 van Museum Buurtspoorweg (MBS), abgerufen am 2. März 2018
15. ↑  
Museal erhaltene Lokomotiven Henschel. (FNr. 27008). www.werkbahn.de, abgerufen am 11. August 2016.
16. ↑  
Deutsches Werkbahnmuseum Hannover e.V. (DWBM). www.privat-bahn.de, abgerufen am 11. August 2016.
17. ↑  www.deisterstrecke.de: Zeittafel, Memento vom 28. Mai 2018 im Webarchive